# Río Saane
El río Saane/Sarine (en alemán: Saane, en francés: Sarine) es un corto río de Suiza, un importante afluente del río Aar, a su vez afluente del Rin que discurre por los cantones del Valais, Berna, Vaud y Friburgo, que atraviesa longitudinalmente. Uno de los distritos de Friburgo lleva su nombre, distrito de Sarine.
El río Saane forma, en parte, la frontera lingüística (Röstigraben) de la región, separando la región francófona al oeste, de la Suiza alemana al este. La locución «Allende el Sarine» indica, en jerga popular francófona, la designación de la Suiza alemánica.

## Geografía
El río Saane tiene sus principales fuentes en las laderas del Arpelistock, una montaña de los Alpes berneses localizada en el paso de Sanetsch (o col de Sénin), un lugar remoto en el cantón del Valais muy próximo a la frontera con el cantón de Berna. Enseguida esas fuentes se agrupan en un pequeño embalse artificial, el lago de Sénin, que puede considerarse la cabecera del río, todavía en el Valais. Abandona el lago por el extremo norte y emprende esa misma dirección, ingresando a unos 500 m en el cantón de Berna. El río sigue su avance hacia el norte hasta llegar a la pequeña ciudad y estación invernal de Gstaad (6.955 hab. en 2010), donde recibe al primero de sus afluentes, el pequeño Turbachbach. Tras pasar por la pequeña localidad que le da nombre, Saanen, donde recibe al pequeño Chouflisbach, el río Saane vira hacia el oeste, entrando en el cantón de Vaud y discurriendo a través del Pays d’Enhaut («país en lo alto»). Pasa por Rougemont y Château-d'Oex y, tras recibir al pequeño Torneresse, llega a un nuevo embalse, el lago del Vernex. En Montbovon, el río se vuelve en dirección norte, y entra en el cantón de Friburgo, llegando enseguida al embalse del lago de Lessoc, donde recibe por la izquierda al río Hongrin (de 21 km). Poco después recibe, por la izquierda, al río Trême (de 17 km), y alcanza la larga cola del embalse artificial del lago de la Gruyère, donde recibe al río Jogne (o Jaunbach, de 28,5 km), y en cuyas ribera están Broc, Morlon, Corbières, Rossens y la localidad homónima de Gruyères. Pasada la presa, el río entra en una zona del valle muy encajonada, con profundos meandros tallados, en la que tras recibir por la izquierda  al río Glâne (de 36,9 km) y por la derecha al río Gérine (o Ärgera, de 24 km), alcanza el pequeño embalse del lago de Pérolles, en cuya margen izquierda está la ciudad de Friburgo, la más importante del curso del río.
Al dejar Friburgo el río vira ligeramente hacia el noreste, hasta llegar a la larga cola del último de sus embalses, el lago de Schiffenen, a cuya ribera está la pequeña localidad de Schiffenen. Recibe en la pequeña localidad de Laupen, por la derecha, al río Singine (o Sense, de 37,5 km), justo antes de desembocar en el río Aar al sur de la ciudad de Berna, poco después de que éste atraviese el embalse del lago de Wohlen.

## Enlaces externos

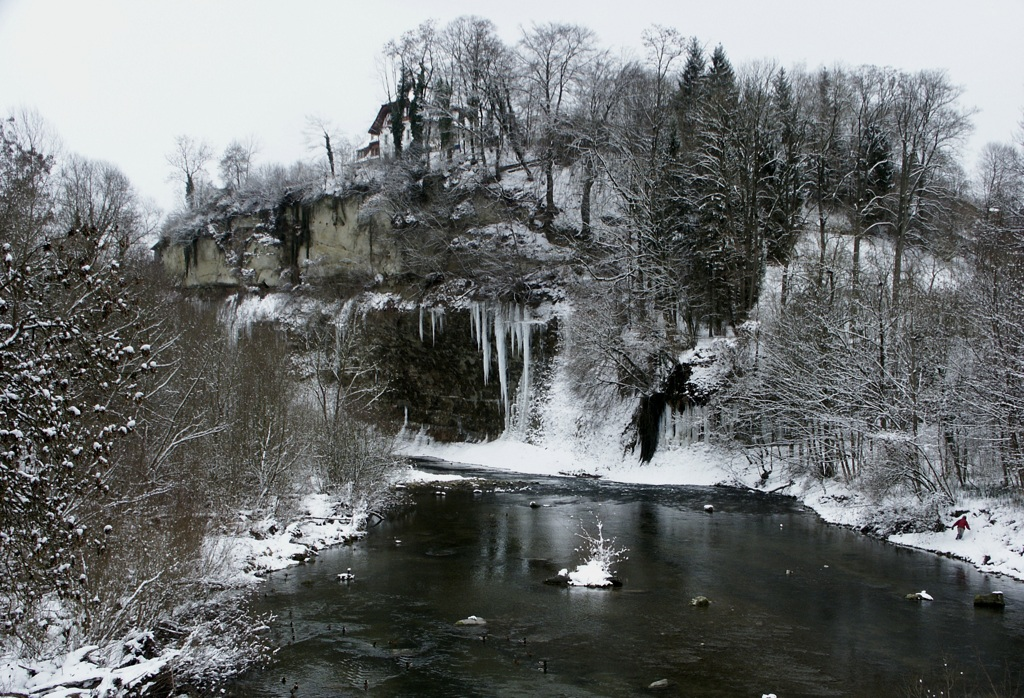
Los acantilados del Saane

### Embalses
| Imagen | Nombre del embalse         | Localización de la presa         | Altitud       | Área     | Volumen   | Longitud | Profundidad máxima |
| ------ | -------------------------- | -------------------------------- | ------------- | -------- | --------- | -------- | ------------------ |
|        | Lago de Sanetsch (o Senin) | (Valais)                         | aprox. 2000 m | - km²    | - hm³     | 1,34 km  |                    |
|        | Lago del Vernex            | Rossinière (Vaud)                | 860 m         | 0,32 km² | 2,9 hm³   | 1,2 km   |                    |
|        | Lago de Lessoc             | Lessoc, Haut-Intyamon (Friburgo) | 774 m         | 0,20 km² | 1,5 hm³   | 2.3 km   |                    |
|        | Lago de la Gruyère         | Rossens (Friburgo)               | 677 m         | 9,60 km² | 220 hm³   | 13,5 km  |                    |
|        | Lago de Pérolles           | Friburgo                         | 554 m         | 0,35 km² | 0,034 hm³ | 2,3 km   |                    |
|        | Lago Schiffenen            | Schiffenen (Friburgo)            | 532 m         | 4,25 km² | 65 hm³    | 12 km    | 38 m               |